# Talvik
Talvik er en landsby i Alta kommune i Troms og Finnmark fylke i det nordlige Norge, ved Europavej 6, på vestsidan af Altafjorden. Byen var en vigtig handelsplads i 1800-tallet, og var ind til  1964 hjemsted for en selvstændig kommune

## Eksterne kilder og henvisninger
- Talvik, Store norske leksikon, hentet 28. januar 2012

70°2′30″N 22°56′58″Ø / 70.04167°N 22.94944°Ø